# Життя як воно є
«Життя як воно є» (англ. Life as We Know It) — американська кінокомедія 2010 року  режисера Ґреґа Берланті. У головних ролях: Кетрін Гейґл, Джош Демел, Джош Лукас, Крістіна Гендрікс, Джин Смарт. Бюджет фільму — 38 мільйонів доларів США.

## Сюжет
Холлі Беренсон (Кетрін Гейґл) — постачальник продуктів харчування, Ерік Мессер (Джош Дюамель) — перспективний директор спортивної мережі. Єдине, що їх єднає після фатального першого побачення  — це ненависть один до одного і любов до похресниці Софі. Проте, коли раптово вони стають єдиними, хто залишається у Софі, Холлі і Мессер змушені забути про все, що їх розділяє. У спробі поєднати і кар'єрні амбіції, і несхожі плани дозвілля, їм усе-таки доведеться знайти щось спільне для обох, адже тепер вони проживатимуть під одним дахом.

## У фільмі знімались
- Кетрін Гейґл — Холлі Беренсон
- Джош Дюамель — Ерік Мессер ("Мессер")
- Джош Лукас — Сем ("Лікар Лав")
- Крістіна Гендрікс — Аллісон Новак
- Джин Смарт — Гелен Беренсон
- Джульєтта Шмідт — Софі
- Меліса Маккарті — ДіДі
- Кумейл Нанджіані — Сімон
- Фейзон Лав — водій таксі.